# Vorläufer des Anarchismus

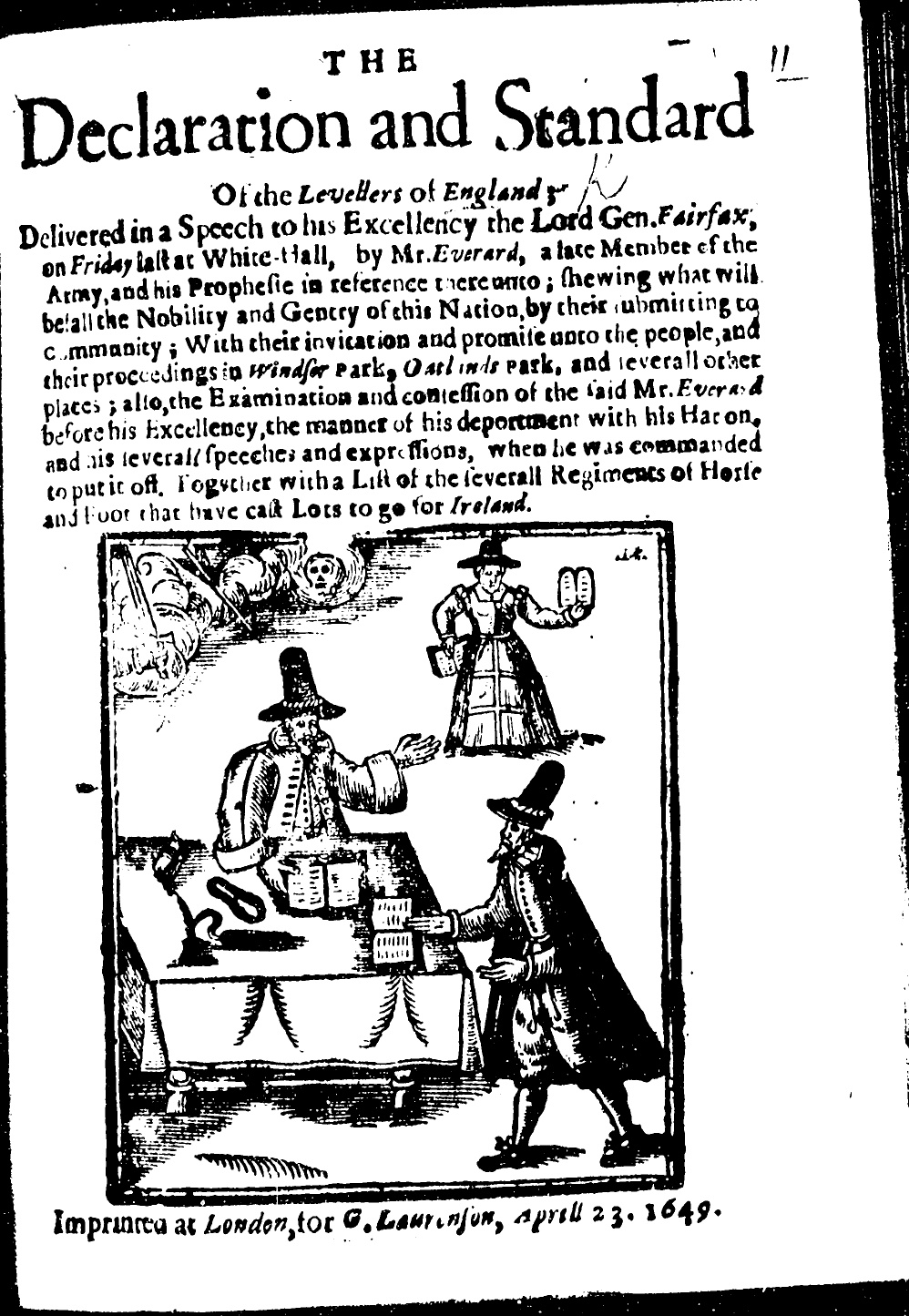
Eine Deklaration der Diggers aus dem Jahr 1649. Die Diggers waren eine christliche Bewegung in England, die mit anarchistischen Agrarkommunen versuchte die Gesamtgesellschaft zu verändern.

Zu den Vorläufern des Anarchismus werden Personen und Gruppen gezählt, die mit ihren Schriften und dokumentierten Handlungen Kernaspekte des Anarchismus vertraten, noch bevor sich der Anarchismus in der zweiten Hälfte des 19. Jahrhunderts als politische Philosophie herausbildete. Diese Kernaspekte umfassen die Kritik am Prinzip der Herrschaft und an hierarchischen Institutionen sowie die Betonung der Freiheit als gesellschaftlich notwendigem Ordnungsprinzip und die Schaffung von selbst verwalteten Gemeinschaften.

## Geschichte

### Vorgeschichte
Die meisten zeitgenössischen Anthropologen, Ethnologen, Vor- und Frühgeschichts-Forscher, Historiker sowie Anarchisten stimmen allgemein darin überein, dass für Jahrtausende, also für die längste Zeit vor jeder aufgezeichneten Geschichte die menschlichen Gesellschaften ohne eine herrschende Klasse existierten, welches ebenso durch die moderne Ethnologie und Untersuchung aller indigenen Kulturen bestätigt wird, so existieren alle staatenlosen Kulturen, welche zugleich immer egalitäre Kulturen waren und teilweise noch heute sind, ohne eine gesonderte Gruppe von etablierten Autoritäten oder formalen politischen Institutionen. Nach dem kanadischen Professor Harold Barclay, muss der Anarchismus als eigenständige Perspektive bzw. die Gentilstruktur welche wir auf dem gesamten Planeten auf allen Kontinenten in abgewandelter Form wiederfinden - bereits lange zuvor schon in der Altsteinzeit entstanden sein, bevor der Mensch aus Afrika in alle Welt emigrierte, nur so lassen sich die universalen anarchen Strukturen weltweit, welche Kriege und Ausbildung von Privilegien weniger verhinderten und gerade damit faktisch unmöglich machten, erklären. So lebten die Menschen den größten Teil ihres Daseins seit Jahrtausenden in vollständig autonomen und absolut autarken selbst verwalteten Gesellschaften ohne je eine institutionalisierte Regierung oder politische Klasse zu benötigen. Das Aufkommen des Staates ist regional sehr unterschiedlich, so begannen die frühesten Staatsbildungen in Mesopotamien bereits im 4 Jt. v. Chr. in Form von Stadtstaaten, wonach die Stadt Eridu, den sumerischen Königslisten nach, angeblich die älteste aller Städte sein soll. Während für die meisten afrikanischen und amerikanischen Regionen die Staatsbildungen erst mit den Entdeckungsfahrten und Eroberungen der europäischen Seefahrer einsetzten, für manche Regionen Afrikas jedoch gar erst im 19. Jh. mittels des Kolonialismus und Imperialismus der europäischen Mächte einsetzte. Nach dem Aufstieg der hierarchisierten staatlichen Klassen-Gesellschaften in Mesopotamien und der Entstehung vieler weiterer Stadtstaaten wie z. B. Adab, Kish, Larsa, Lagasch, Nippur, Shurrupak, Ur und Uruk ab dem 4 Jt. v. Chr., sowie der darauffolgenden Ausbreitung der Sklaverei durch Handel und Unterwerfung benachbarter Kulturen beinahe über den gesamten vorderen Orient den Stromläufen des Euphrat und Tigris folgend, womit ebenfalls die monarchische Herrschaftsform dort eingeführt wurde, somit eine Stadt-Staatenbildung überall dort wo der Einfluss der frühen Reiche hinreichte erfolgte. Sowie die Kenntnis von bronzenen Waffen und Schwertern (damit auch Krieg und Staat) archäologisch nachweisbar wird, - Ägypten ab 3150 v. Chr., China ab 1766 v. Chr. und Indien ab 1386 v.Chr, womit auch dort Sklaverei archäologisch und historisch nachweisbar wird - sprich die Errichtung des Staates, die alten Gentil-Strukturen wurden somit zersprengt, womit Privilegien und Ungerechtigkeit, Sklaverei und Brutalität, Etatismus und Zentralismus überhaupt erst ermöglicht wurden. Doch erst im 1. Jahrtausend v. Chr. werden die anarchistischen Ideen auch als eine klar formulierte kritische Reaktion auf die politischen Herrschafts-Institutionen einerseits im antiken China mit den Schriften der Taoisten und andererseits im antiken Griechenland mit den Philosophenschulen der Kyniker, der Epikureer, der Hedonisten, der Eudaemonisten, der Schule der Skeptiker sowie am klarsten formuliert in der Schule der Stoiker schriftlich fassbar, die Zurückweisung der Sklaverei, die Berufung auf das Naturrecht, sowie die eindeutige Ablehnung des Staates und aller weiteren hierarchischen sozialen Beziehungen welche danach trachteten die Herrschaft von einigen wenigen Menschen über die große Masse aller anderen Menschen zu legitimieren.

### Chinesisches Altertum
Der Historiker Peter Marshall bezeichnet den Daoismus als „ersten klaren Ausdruck anarchistischer Sensibilität“ und dessen Hauptwerk Daodejing von Laozi als „einen der größten anarchistischen Klassiker.“ Die Taoisten lehnten Regierungen ab und strebten ein Leben in natürlicher und spontaner Harmonie an, wobei der Einklang des Menschen mit der Natur eine bedeutende Rolle spielte. Der Daoismus entwickelte im Laufe der Zeit ein regelrechtes System politischer Ethik und verzichtete auf Kulte und die Ausbildung einer Priesterkaste. Der Daoismus war damit auch die wichtigste Gegenströmung zum autoritären und bürokratischen Konfuzianismus, der später zur chinesischen Staatsreligion wurde.
Noch klarer sind die anarchistischen Tendenzen in den Schriften des chinesischen Philosophen Zhuangzi (ca. 365–290 v. Chr.). Er lehnte jede Form der Regierung ab und beschrieb im Gegensatz dazu eine taoistische Idealgesellschaft von freien, selbstbestimmten Individuen. Das persönliche Wohlergehen jedes einzelnen Menschen wachse in dem Maße, wie es der Allgemeinheit wohl ergehe, schrieb Zhuangzi beispielsweise in seinem Werk Huai Nan Tzu.
Ähnliche anarchistische Elemente sieht Horst Stowasser auch im Buddhismus, insbesondere in der Tradition des Zen-Buddhismus.

### Antike

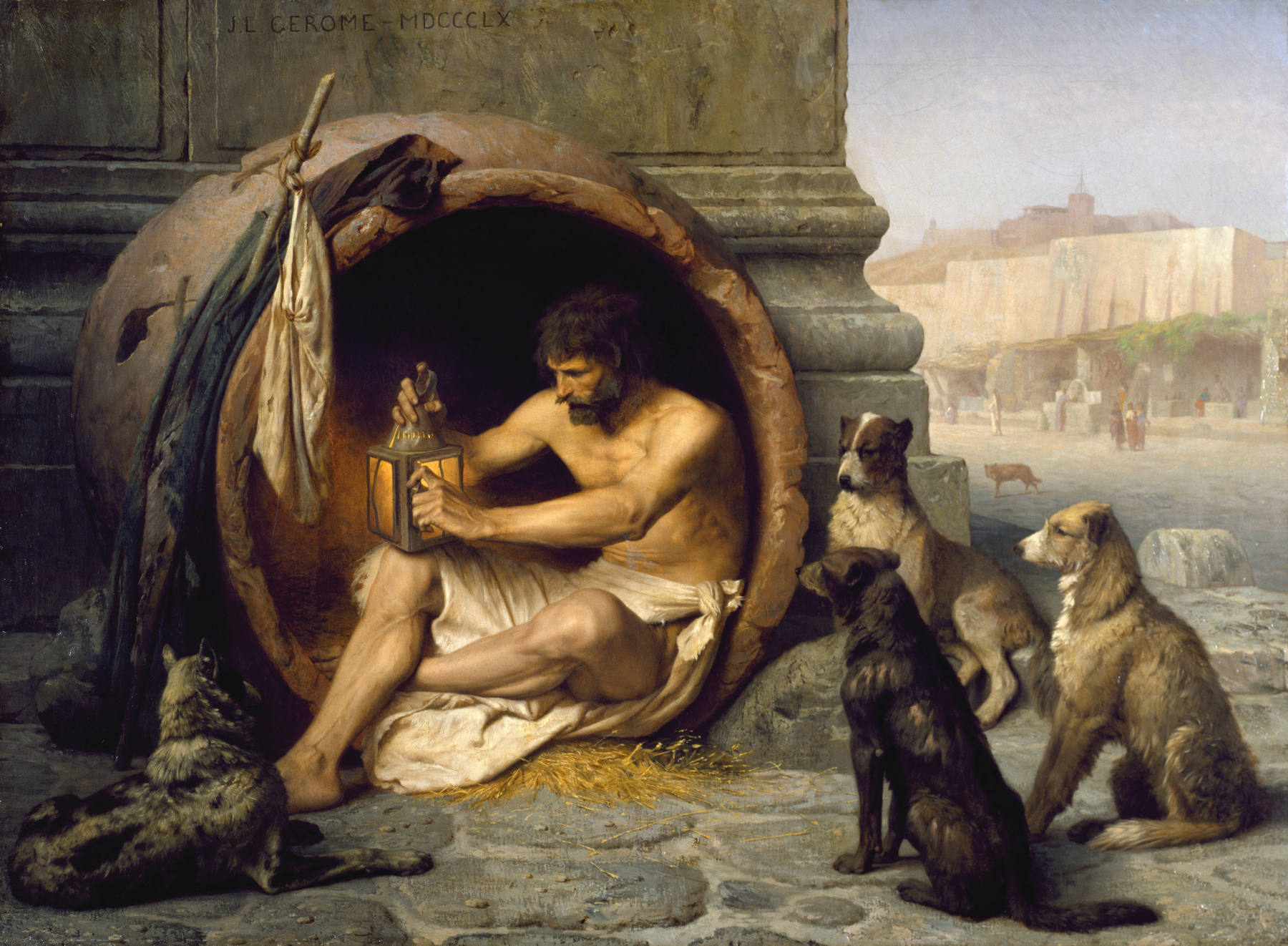
Diogenes von Sinope auf einem Gemälde von Jean-Léon Gérôme. Diogenes gehörte zu den frühen Gesellschaftskritikern und predigte die Bedürfnislosigkeit als Grundlage der Freiheit.

Erste Vorläufer des Anarchismus in Europa finden sich in der griechischen Philosophie der Antike. Der Historiker Max Nettlau sieht die bloße Existenz des Wortes „An-Archia“ als Beleg, „dass Personen vorhanden waren, die bewußt die Herrschaft, den Staat verwarfen.“
Ein ausgesprochener Staatskritiker war Aristippos von Kyrene (ca. 435–355 v. Chr.), der eine frühe Form des Hedonismus vertrat und Begründer des Kyrenaismus war. Vom Standpunkt der größtmöglichen individuellen Freiheit predigte er, dass sich der Mensch dem Staatsleben entziehen sollte. Aristippos verwarf darüber hinaus die Idee eines Vaterlandes und vertrat kosmopolitische Ideen. Aristippos von Kyrene soll Sokrates auf die Frage, ob er lieber zur herrschenden oder beherrschten Klasse im Staat gehören wolle, geantwortet haben: „Keiner von Beiden!“
Ab dem 5. Jahrhundert vor unserer Zeitrechnung predigte Diogenes von Sinope (ca. 400–324 v. Chr.) die Rückkehr zum naturgemässen Leben. Er und die Schüler der von ihm begründeten Schule der Kyniker sahen die ursprüngliche Bedürfnislosigkeit als erstrebenswerten Zustand. Soziale Harmonie würde laut den Kynikern anstelle von gegenseitigem Kampf und gesellschaftlichem Konflikt herrschen, da sich diese aus der Gier des Menschen nach materiellem Besitz und dem Streben nach Ehre ergeben.
In den Lehren von Zenon von Kition (ca. 333–262 v. Chr.) sieht der Historiker Georg Adler zum ersten Mal in der Weltgeschichte die Ideen des Anarchismus entwickelt. Zenon, der Begründer der Stoa, war ein großer Kritiker von Platons Ideal einer Gesellschaft, die mit absoluter Staatsmacht zu einem moralischen Zusammenleben finden sollte. Zenon entwarf im Gegensatz zu Platon sein eigenes Ideal einer freien staatenlosen Gemeinschaft, die der Natur des Menschen besser entsprechen würde. Anstatt dem schriftlichen Gesetz zu folgen sollten die Menschen durch innere Einsicht ihren wahren natürlichen Trieben folgen. Dies würde die Menschen zur Liebe zum Mitmenschen und zur Gerechtigkeit führen. Wie in der äußeren Natur Eintracht, Harmonie und Gleichgewicht herrschen, so würde dies dann auch in der menschlichen Gesellschaft gelten. Daraus folgt die Negation des Gesetzes, der Gerichte, der Polizei, der Schule, der Ehe, des Geldes, der staatlichen Religion und des Staates. Über alle Völkergrenzen hinaus würde der Mensch in vollkommenster Gleichheit leben. Jeder sollte freiwillig gemäß seinen Fähigkeiten arbeiten und je nach Bedürfnis konsumieren dürfen.
In der frühchristlichen Zeit gab es eine Vielzahl von Sekten, die ganz verschiedene Deutungen des christlichen Glaubens vertraten. Eine davon war im 2. Jh. in Alexandria die Sekte des Gnostikers Karpokrates. Er war der Gründer der christlichen Sekte der Karpokratianer, die den freien Kommunismus und die freie Liebe in ihren Gemeinschaften praktizierten. Karpokrates' Sohn Epiphanes hielt die Lehren seines Vaters in der Schrift Peri dikaiosynes (dt.: Über Gerechtigkeit) fest. Für Karpokrates stellte sich die Gerechtigkeit Gottes als eine Gemeinschaft der Menschen in Gleichheit dar. Darüber hinaus habe Gott allen die Güter der Erde gleichmäßig geschenkt. Und auch den sexuellen Trieb habe er den Menschen eingepflanzt, weshalb man diesen nicht zügeln dürfe. Die Karpokratianer in Alexandria sind vermutlich 202 während der Christenverfolgungen im Römischen Reich vernichtet worden.

### Mittelalter und Reformation

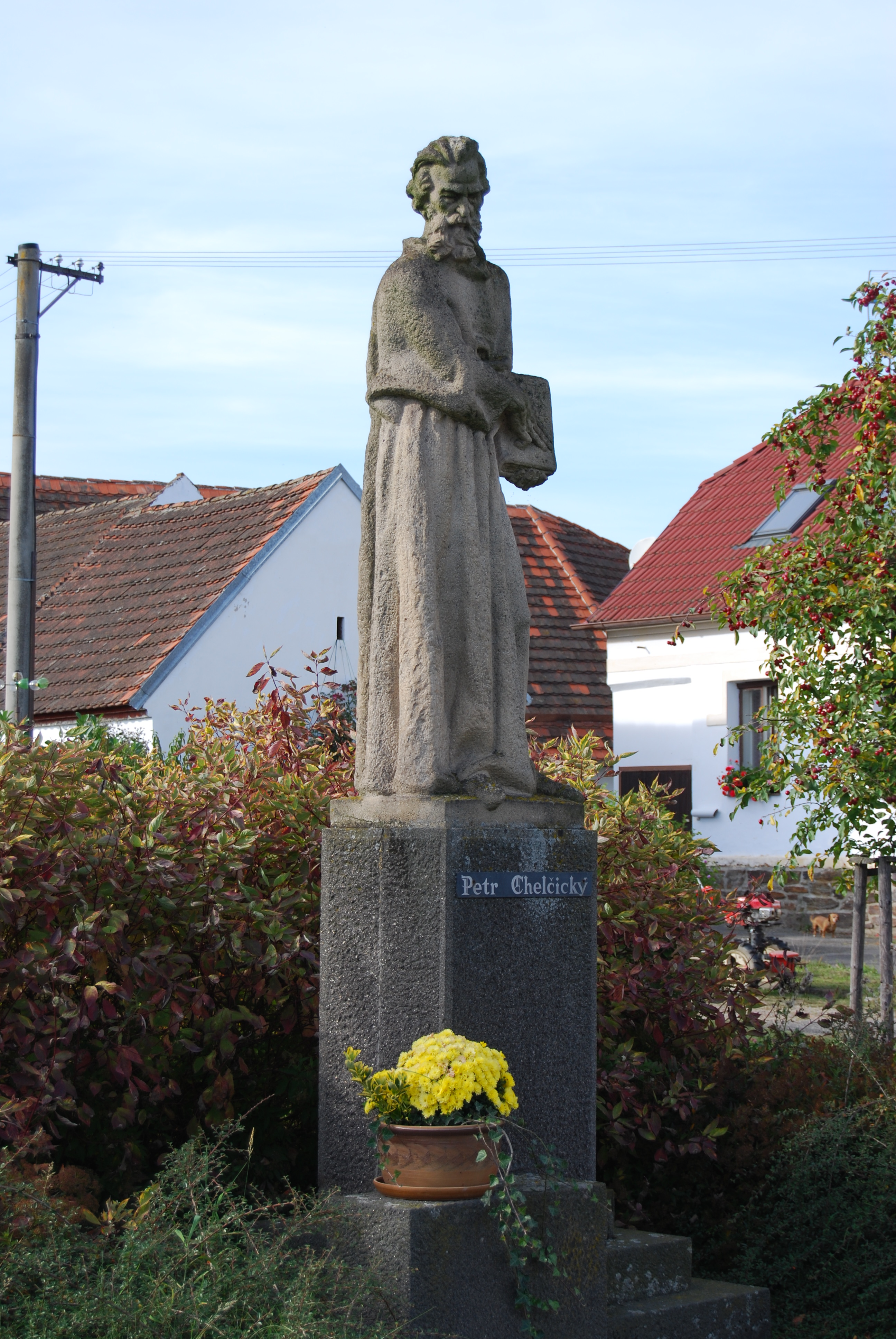
Der Laientheologe und Reformator Petr Chelčický (1390–1460) war ein Vorläufer des christlichen Anarchismus und entwarf in seinen Werken eine radikal-pazifistische Vision mit ausgesprochen anarchistischen Elemente.

Im späten Altertum und im Mittelalter gab es verschiedene verfolgte Sekten und Ketzer mit freiheitlichen Merkmalen. Anarchistische Elemente sind im Mittelalter jedoch erstmals beim Häretiker Amalrich von Bena und seinen Anhängern den Amalrikanern dokumentiert. Ähnliches gilt für die christlich-mystischen Brüder und Schwestern des freien Geistes im 12. und 13. Jahrhundert, die sich außerhalb der Gesellschaft und ihrer Gesetze stellten.
Im Gegensatz zu den autoritär-nationalistischen Hussiten wirkten in Tschechien im 15. und 16. Jahrhundert die Böhmischen Brüder. Sie waren eine religiöse Gemeinschaft mit pazifistischer Ausrichtung, deren Mitglieder den Verzicht auf die weltliche Herrschaft predigten und sich am Urchristentum orientierten. Ihr Stifter war der Laientheologe und Reformator Petr Chelčický (1390–1460), der in seinen Schriften die Gleichheit unter den Menschen vertrat und eine radikal-pazifistische Vision entwarf.
Unter den verfolgten Sekten in Holland und Flandern hatten laut Max Nettlau die Klompdraggers und Kloeffers und die Bewegung der Loïsten bzw. Libertins von Antwerpen freiheitliche Elemente.

### 16. / 17. Jahrhundert
Der bedeutende Roman-Autor François Rabelais (1494–1553) entwarf in seinem Romanzyklus Gargantua und Pantagruel die Abtei von Thélème, die als erste Utopieschöpfung in der französischen Literatur gilt. Unter dem Motto „fais ce que vouldras“ (veraltetes französisch für tu was du willst) beschrieb Rabelais eine Utopie des heiteren Lebensgenusses ohne obrigkeitliche Leitung:

„Ihre ganze Regel bestand aus diesem einzigen Satz: Tu, was du willst, weil freie, wohlgeborene, gut erzogene, an anständige Gesellschaft gewöhnte Leute von Natur aus einen Instinkt und Antrieb besitzen, die sie stets zu tugendhaften Taten treiben und vom Laster abhalten: man nennt dies Ehre. Die gleichen Leute, wenn durch elende Unterdrückung und Zwang unterworfen und geknechtet, wenden sich von dieser edlen Anlage ab, die sie früher zur Tugend, zur Abschüttelung der Bande der Knechtschaft trieb.“

Verschiedene Entwürfe einer freiheitlichen Gesellschaftsordnung finden sich auch in den Utopien Mondo savio (dt.: Die weise Welt) von Antonio Doni und in Aventure de Télémaque (dt.: Die Abenteuer von Telemach) und Lettres persanes (dt.: Persische Briefe) von Bischof François Fénelon. Vom radikalen deutschen Publizisten Georg Friedrich Rebmann stammt die Schilderung von Abenazar's kleiner Republik, einer freiheitlich-kommunistischen Idylle in Hans Kiekindiewelts Reisen in alle vier Weltteile und den Mond von 1794. Der französische Autor Gabriel de Foigny stellte in seiner Utopie Les Avantures de Jacques Sadeur dans la découverte et le Voyage de la Terre Australe (dt.: Die Abenteuer Jacques Sadeurs bei der Entdeckung und der Reise nach dem Südland) eine Gesellschaft ohne Staat und Gesetz vor.
Zu den Vorläufern des Anarchismus wird Étienne de La Boétie (1530–1583) gezählt, der im Alter von 18 Jahren das grundlegende Werk Discours de la servitude volontaire ou le Contr'un (deutsch: Von der freiwilligen Knechtschaft oder das Gegen Einen [den Monarchen]) schrieb. Die Grundfrage des Discours de la servitude lautet: Woher kommt es, dass sich ein ganzes Volk von einem einzigen Menschen qüalen, misshandeln und gegen seinen Willen leiten lässt. Monarchen stützen sich nicht nur auf Repression, um ihre Herrschaft zu erhalten. Viel wichtiger ist für Étienne de la Boétie der Fakt, dass sich die Untertanen freiwillig in ihre Knechtschaft ergeben und so erst dem einen Menschen die Macht übertragen. Würden also die Untertanen dem Monarchen ihren Dienst verweigern, hätte dieser wiederum keine Macht mehr. Eine Grundkritik des Anarchismus, das Herr-/Knechtschaftsverhältnis in der Gesellschaft, hat La Boétie erstmals für die Neuzeit formuliert.
Im Jahr 1649, einem Jahr großer sozialer Unruhen, entstand in England unter dem Einfluss von Gerrard Winstanley die religiös-anarchistische Bewegung der Diggers. Die bestehende gesellschaftliche Ordnung und die Herrschaft der Großgrundbesitzer versuchten die Diggers durch die Gründung kleiner, landwirtschaftlicher Kommunen auf egalitärer Basis aufzubrechen. Durch freiwilligen Zusammenschluss aller einfachen Leute sollten die Herrschenden ausgehungert werden, wenn sie sich nicht den Kommunen anschließen. Schon 1651 waren die Kolonien der gemeinschaftlich wirtschaftenden Dissidentengruppe durch Obrigkeit und lokale Grundbesitzer wieder zerstört.

### Aufklärung und Zeit der französischen Revolution

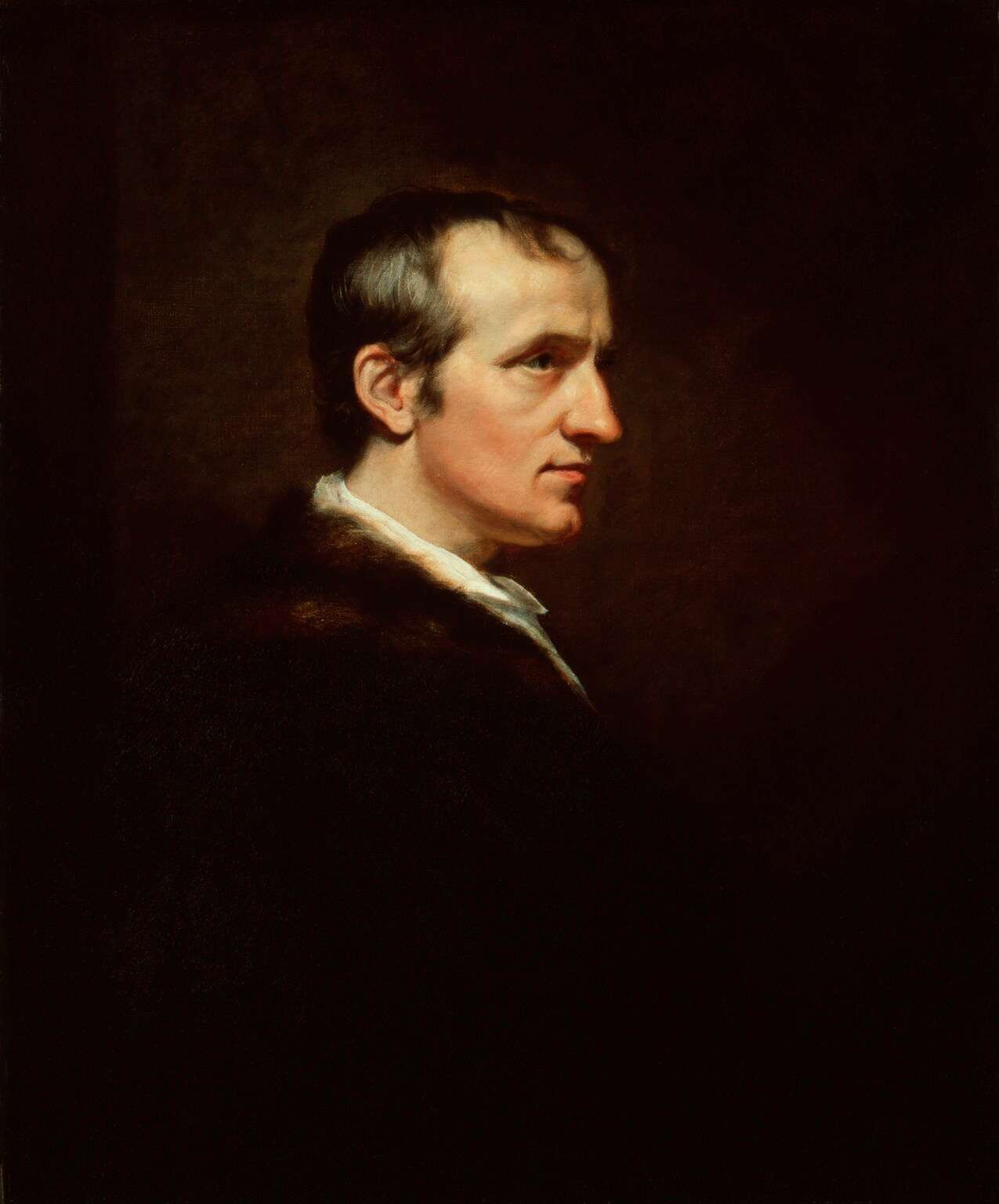
Der englische Gelehrte William Godwin (1756–1836) auf einem Gemälde von 1802. In seinen Werken hatte Godwin bereits nahezu alle wesentlichen Punkte der anarchistischen Theorie vorweggenommen.

Der Schriftsteller und Aufklärer Denis Diderot streute in viele seiner Schriften anarchistische Bemerkungen. Dies ist beispielsweise in der Unterhaltung eines Vaters mit seinen Kindern und in seinem berühmten philosophischen Roman Supplément au Voyage de Bougainville (dt.: Nachtrag zu Bougainvilles Reise) von 1796 der Fall, wo viele anarchistische Gedanken aufgenommen und besprochen werden. Von Diderot stammt auch der Ausspruch „Je ne veux ni donner ni recevoir des lois“ (dt.: „Ich möchte weder Gesetze machen, noch Gesetzen unterworfen sein“).
Der französische Dichter und Aufklärer Sylvain Maréchal (1750–1803) war ein Kritiker des Absolutismus und nahm später an der Französischen Revolution teil. Maréchal vertrat in seinen Werken einen agrarischen Sozialismus und setzte sich für die Befreiung des Menschen von jeder Form der Sklaverei ein. Er war einer der bedeutendsten Atheisten seiner Zeit und sah die Religion als Instrument der Regierungen zur wirtschaftlichen Ausbeutung der Menschen. In seinem Theaterstück Jugement dernier des rois (dt.: Das Jüngste Gericht über die Könige) von 1793 nimmt er die Idee des Generalstreiks als revolutionärem Instrument vorweg und zeigt die Vision einer anarchistischen Revolution.
William Godwin (1756–1836) war ein englischer Gelehrter und Kritiker der autoritären Entwicklung der Französischen Revolution. 1793 kam Godwin in seinem Hauptwerk Enquiry concerning political justice zu dem Schluss, dass eine freie Gesellschaft nur in freier Diskussion von vernünftigen Menschen entstehen kann. Deshalb ist der Staat und jede Herrschaftsinstitution abzulehnen, weil eine obrigkeitliche Leitung die freie Entscheidungsfindung verhindert. Mit seinem Werk Enquiry concerning political justice hatte Godwin bereits nahezu alle wesentlichen Punkte der anarchistischen Theorie vorweggenommen.

### Frühes 19. Jahrhundert
Der Frühsozialist Charles Fourier (1772–1837) beeinflusste mit seinen Ideen die Ausbildung der anarchistischen Bewegung. Obwohl er selbst kein ausgesprochener Anarchist war, bildeten Fouriers autoritätsfeindliche Ideen die Basis für seine experimentalsozialistischen Phalansterien. Diese egalitären Gemeinschaften mit föderalistischem Aufbau wurden mit mäßigem Erfolg an zahlreichen Orten gegründet. Unter seinen Anhängern war mit dem späteren Kommunarden Victor Considerant (1808–1893), ein Mann, der dem Anarchismus noch näher stand und in seinen Schriften freiheitlichere Ideen entwickelte.
Auch der Frühsozialist Robert Owen (1771–1858) beschrieb das Bild einer Zukunftsgesellschaft mit vielen anarchistischen Elementen. Die sogenannten townships stellten kleine föderierte Kommunen dar, die durch ihren basisdemokratischen Aufbau jede Regierung verhindern sollten.
Der irische Sozialist William Thompson (1775–1833) war hingegen ein Kritiker der autoritären Tendenzen bei Robert Owen und sein Gegenspieler in der englischen Genossenschaftsbewegung. Thompson war stark von Godwins Enquiry concerning political justice beeinflusst und plante freiheitliche Kommuneexperimente. Max Nettlau sieht in ihm einen der bewusstesten und intelligentesten Vertreter des freiheitlichen Sozialismus in England.
Ludwig Börne (1786–1837) sprach sich im deutschsprachigen Raum als Erster für Anarchie in der Gesellschaft aus, wiewohl er historisch nicht eindeutig dem Anarchismus zuzuordnen ist und wechselnde politische Positionen vertrat: „Nicht darauf kommt es an, dass die Macht in dieser oder jener Hand sich befinde: die Macht selbst muss vermindert werden, in welcher Hand sie sich auch befinde. Aber noch kein Herrscher hat die Macht, die er besaß, und wenn er sie auch noch so edel gebrauchte, freiwillig schwächen lassen. Die Herrschaft kann nur beschränkt werden, wenn sie herrenlos – Freiheit geht nur aus Anarchie hervor. Von dieser Notwendigkeit der Revolution dürfen wir das Gesicht nicht abwenden, weil sie so traurig ist. Wir müssen als Männer der Gefahr fest ins Auge blicken und dürfen nicht zittern vor dem Messer des Wundarztes. Freiheit geht nur aus Anarchie hervor – das ist unsere Meinung, so haben wir die Lehren der Geschichte verstanden.“
Im frühen 19. Jahrhundert wirkten in den USA einige Männer als Vorläufer des individualistischen Anarchismus. Der Sozialreformer Josiah Warren (1798–1874) war einer der wenigen Denker, die das Scheitern der owenistischen Kommune in New Harmony auf einen Mangel von Freiheit und auf die Einschränkung der Eigeninitiative der Mitglieder zurückführte. Mit den sogenannten Time stores schuf Warren Geschäfte, in denen statt Profitmaximierung der faire Austausch von Gütern angestrebt wurde. Weitere Vorläufer des individualistischen Anarchismus in den USA waren Lysander Spooner, Stephen Pearl Andrews und Henry David Thoreau.
Ab 1840 entwickelte sich der Anarchismus vor allem in Frankreich als eigenständige Philosophie. Pierre-Joseph Proudhon (1809–1865) und die kommunistisch-anarchistische Zeitschrift Humanitaire benutzten das Wort „Anarchist“ oder „anarchistisch“ erstmals als Selbstbezeichnung.

## Weblink
- Artikel Anarchie, Anarchist und Anarchismus. In: Lexikon der Anarchie.